# Onwards
Onwards es el primer álbum de la banda noruega de metal progresivo y melódico Triosphere. Fue publicado por primera vez en su país, Noruega, en otoño de 2006 por la compañía Face Front Records, y en febrero de 2007 en el resto de Europa por Plastic Head Distribution; mientras que la discográfica para Asia y Estados Unidos fue Spiritual Beast, que sacó el álbum en esos lugares en noviembre de 2006 y a comienzos de otoño de 2007, respectivamente. Tanto la banda como este primer trabajo, Onwards, recibieron elogiosas críticas y numerosos premios durante los años siguientes.

## Lista de canciones
1. "Onwards Part I (All Is Fair In Love And War?…)" - 0:26
2. "Onwards Part II (Decadent One)" - 3:32
3. "Trinity" - 4:5
4. "Lament" - 3:45
5. "Spitfire" - 3:55
6. "The Silver Lining" - 4:32
7. "Gunnin’ For Glory" - 3:51
8. "Sunriser" - 4:47
9. "Twilight" - 4:21
10. "Onwards Part III (A Sole Twin’s Search In Solitude)" - 6:13
11. "Onwards Part IV (Retrospect, Moving Forwards In Reverse)" - 7:06
12. "Onwards Part V (Towards A New Horizon)" - 2:14*
13. "Mean Man" - 3:56*

* Pista adicional en la edición japonesa.

## Sencillos
- "Trinity" (2006)
- "Onwards Part II (Decadent One)" (2006)

## Miembros de la banda
- Ida Haukland - voz y bajo eléctrico
- Marius Silver Bergesen - guitarra principal y rítmica
- Ørjan Aare Jørgensen - batería
- Tor Ole Byberg - guitarra rítmica